# Duguetia decurrens
Duguetia decurrens este o specie de plante angiosperme din genul Duguetia, familia Annonaceae, descrisă de Robert Elias Fries. Conform Catalogue of Life specia Duguetia decurrens nu are subspecii cunoscute.